# Амущи Малое
Амущи Малое — село в Хунзахском районе республики Дагестан. Входит в состав сельского поселения «Сельсовет Амущинский».

## География
Село расположено на Хунзахском плато, на правом берегу реки Хебдареч.

## Население
| 1888 | 1895 | 1926 | 1939 | 1970 | 1989 | 2002 |
| ---- | ---- | ---- | ---- | ---- | ---- | ---- |
| 159  | ↘137 | ↗187 | ↗262 | ↘206 | ↗218 | ↗317 |
| 2010 | 2021 |      |      |      |      |      |
| ↘130 | ↘46  |      |      |      |      |      |